# Lääniste
Lääniste är en ort i Estland.   Den ligger i landskapet Tartumaa, i den sydöstra delen av landet, 190 km sydost om huvudstaden Tallinn. Lääniste ligger 44 meter över havet och antalet invånare är 125.
Terrängen runt Lääniste är platt. Runt Lääniste är det glesbefolkat, med 9 invånare per kvadratkilometer. Närmaste större samhälle är småköpingen Võnnu, 5,4 km väster om Lääniste. I omgivningarna runt Lääniste växer i huvudsak blandskog.